# Prostitución en Bolivia
La prostitución en Bolivia es legal y regulada. Solamente está permitida para prostitutas registradas en burdeles con licencia de funcionamiento.
Las prostitutas bolivianas deben registrarse y someterse a controles de salud de manera periódica para detectar 
enfermedades o infecciones de transmisión sexual (cada 20 días como máximo). La policía boliviana puede verificar si las prostitutas están registradas o no, y si han asistido a un hospital o clínica durante los últimos 20 días. Según el Programa Conjunto de las Naciones Unidas sobre el VIH/sida (ONUSIDA), estimó que hasta el año 2016 habría en Bolivia por lo menos unas 30.523 prostitutas ejerciendo la prostitución.

## Prostitución en la sociedad
A pesar de que la prostitución es generalizada en Bolivia, al igual que muchos otros países latinoamericanos, las prostitutas están severamente estigmatizadas por la sociedad boliviana, ya que se les culpa de todo, desde hogares rotos hasta la creciente tasa de infección por VIH Sida.

## Prostitución infantil
En Bolivia, la edad promedio de ingreso a la prostitución es de 16 años de edad. La prostitución infantil es un problema grave, particularmente en las zonas urbanas de las grandes ciudades así como también en algunas zonas de la región del trópico de Cochabamba.